# Initiative populaire « pour le contrôle renforcé des industries d'armement et pour l'interdiction d'exportation d'armes »
L'initiative populaire « pour le contrôle renforcé des industries d'armement et pour l'interdiction d'exportation d'armes » est une initiative populaire suisse, rejetée par le peuple et les cantons le 24 septembre 1972.

## Contenu
L'initiative propose de modifier l'article 41bis de la Constitution fédérale pour attribuer à la Confédération le monopole de la fabrication, de l'acquisition, de l'importation, du transit et de la distribution de matériel de guerre. L'exportation de ce type de matériel serait complètement interdit, à l'exception des pays européens neutres.
Le texte complet de l'initiative peut être consulté sur le site de la Chancellerie fédérale.

## Déroulement

### Contexte historique

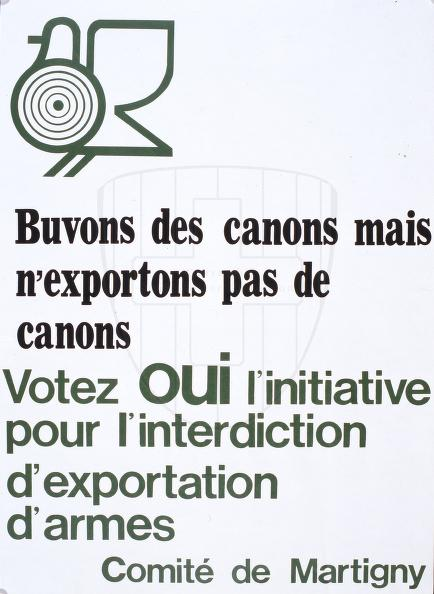
Affiche en faveur de l'initiative.

Tout d'abord centré uniquement sur le monopole de la poudre, l'article 41 de la Constitution est modifié à la suite de l'acceptation en votation du contre-projet à l'initiative populaire « contre l'industrie privée des armements » le 20 février 1938 ; les compétences de la Confédération sont alors augmentée d'un contrôle sur la fabrication, l'acquisition, le commerce la distribution, l'importation et l'exportation du matériel de guerre.
L'acceptation du contre-projet de 1938, couplé à un emprunt effectué par la Confédération, permit au pays de se réarmer et d'affronter le début de la Seconde Guerre mondiale avec un niveau de préparation bien meilleur que lors de la Première Guerre mondiale. En 1949, un arrêté concernant le matériel de guerre est adopté par les Chambres fédérales, qui précise strictement les conditions dans lesquelles du matériel de guerre peut être vendu à des pays tiers.
En 1968, un scandale éclate à la suite de la vente de canons d'artillerie par la société Oerlikon-Buehrle au Nigeria, alors en guerre contre le Biafra. Ces ventes avaient été réalisées en produisant de fausses informations ainsi que des déclarations falsifiées. À la suite de cette affaire, une commission d'étude est nommée sur la demande du Conseiller national Walter Renschler pour étudier la possibilité de cesser toute exportation d'armes ; le rapport de cette commission montre clairement que cette option n'est pas viable économiquement. En réaction, cette initiative est lancée.

### Récolte des signatures et dépôt de l'initiative
La récolte des 50 000 signatures nécessaires a débuté le 15 avril 1969. Le 19 novembre 1970 de l'année suivante, l'initiative a été déposée à la chancellerie fédérale qui l'a déclarée valide le 1er décembre.

### Discussions et recommandations des autorités
Le parlement et le Conseil fédéral recommandent tous deux le rejet de cette initiative. Dans son message aux Chambres fédérales, le gouvernement met en avant, tout comme il l'avait fait en 1938, le danger à éliminer totalement la possibilité d'exporter du matériel de guerre, arguant qu'une entreprise fabriquant ce matériel ne pourrait survivre qu'avec uniquement le marché intérieur.
À titre de contre-projet indirect, le Conseil fédéral propose une loi fédérale sur le matériel de guerre découlant du travail de la commission d'études et qui spécifie en particulier que la fabrication et l'exportation du matériel de guerre ne sont autorisés que lorsqu'ils sont « conformes aux règles du droit international public et aux principes de la politique étrangère suisse ».

### Votation
Soumise à la votation le 24 septembre 1972, l'initiative est refusée par 13 4/2 cantons et par 50,3 % des suffrages exprimés. Le tableau ci-dessous détaille les résultats par cantons pour ce vote :

## Effets
Après ce refus populaire et l'entrée en vigueur de la loi proposée comme contre-projet indirect, deux nouvelles initiatives vont aborder le sujet de l'exportation des armes et de l'armement : une première initiative « pour l'interdiction d'exporter du matériel de guerre » est également rejetée en 1997 alors que la seconde, également appelée « pour l'interdiction d'exporter du matériel de guerre », connait le même sort en 2009.